# Herta Anitaș

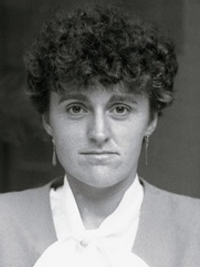
Herta Anitaș in den 1980er-Jahren

Herta Anitaș (* 18. August 1962, in Lugoj, Rumänien) ist eine ehemalige rumänische Ruderin, die zwei olympische Medaillen gewann.
Die 1,83 m große Herta Anitaș belegte bei den Ruder-Weltmeisterschaften 1986 mit dem rumänischen Achter den dritten Platz hinter den Booten aus der UdSSR und aus der DDR.
Bei den Olympischen Spielen 1988 in Seoul gewann Herta Anitaș ihren Vorlauf mit dem rumänischen Achter vor den Booten aus der DDR und aus der BRD. Vier Tage später starteten Marioara Trașcă, Veronica Necula, Herta Anitaș, Doina Bălan und Steuerfrau Ecaterina Oancia zum Finale im Vierer mit Steuerfrau, wobei Necula und Anitaș gegenüber dem Vorlauf für Mihaela Armășescu und Adriana Bazon ins Boot gerückt waren. Es siegte das Boot aus der DDR vor den Chinesinnen und den Rumäninnen. Am Tag nach dem Vierer-Finale steuerte Ecaterina Oancia den Achter mit den sechs Ruderinnen aus dem Vierer und den Olympiasiegerinnen im Zweier ohne Steuerfrau Olga Homeghi und Rodica Arba im olympischen Finale zu Silber hinter dem Achter aus der DDR.
Seit 2019 ist sie Ehrenbürgerin der Stadt Lugoj.